# Prenoceratops
Prenoceratops (do grego preno, 'dobrado, curvado para a frente", e ceratops, "com chifre no rosto") é um gênero de dinossauro da subordem Ceratopsia que viveu no final do período Cretáceo. Seus fósseis foram encontrados no estado americano de Montana em 2004, em camadas de rocha que foram datadas de 74,3 milhões de anos atrás. A espécie-tipo foi batizada Prenoceratops pieganensis.

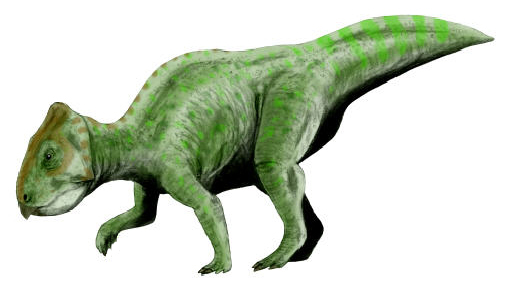
Concepção artística do Prenoceratops

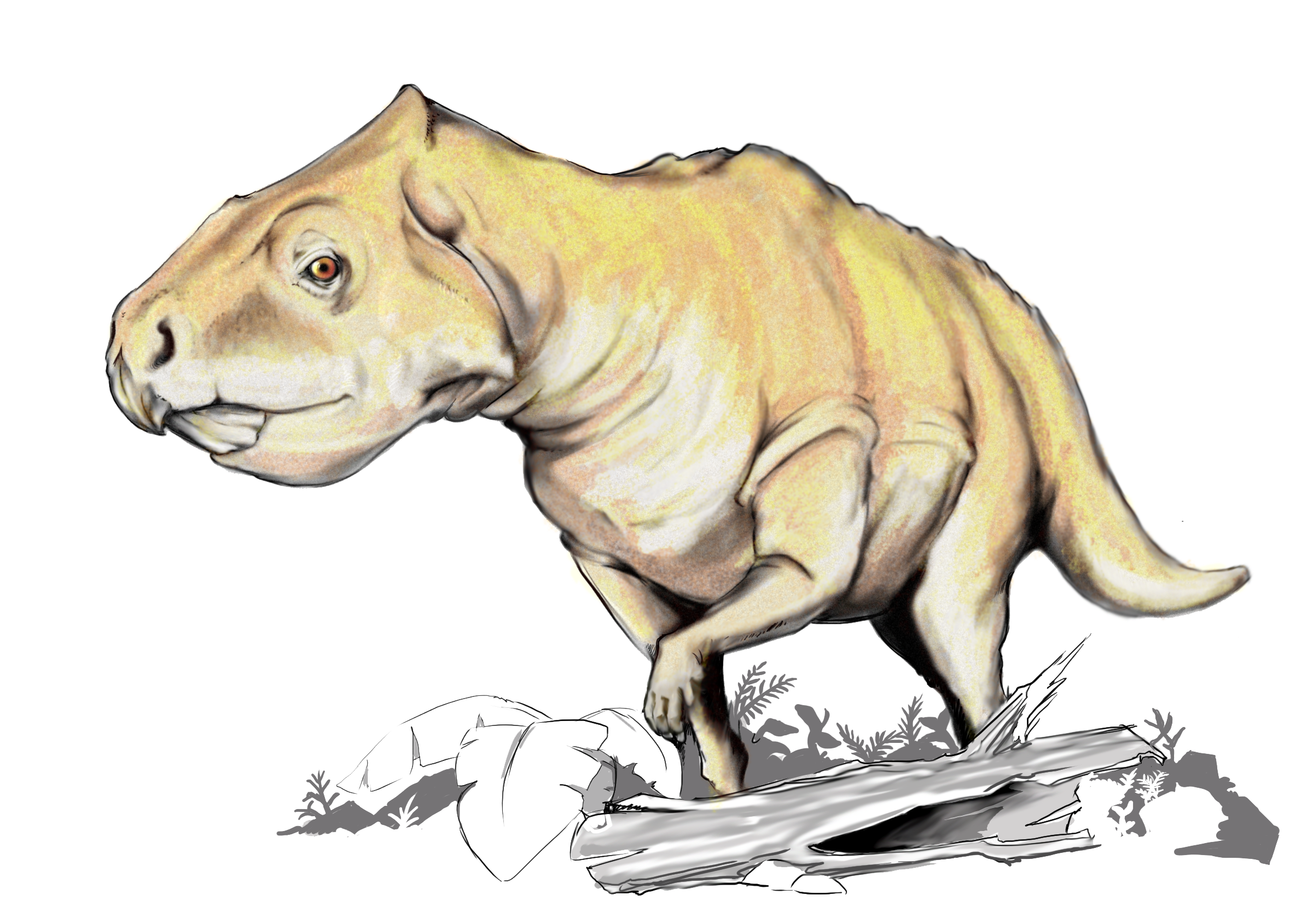
Ilustração de um Prenoceratops